# دژ شوشی
دژ شوشی (به ارمنی: Շուշիի բերդ) (به ترکی آذری: Şuşa qalası) یک دژ در جمهوری آذربایجان است که در شهرستان شوشی واقع شده‌است.
دژ شوشی دارای سه دروازه اصلی بود: دروازه گنجه، دروازه ایروان و دروازه آغ‌اوغلان.  نام همه این دروازه ها بیش‌تر در منابع تاریخی و همچنین در همه نقشه های ترسیم شده شوشی در سده نوزدهم ذکر شده است.